# Māris Urtāns
Māris Urtāns (né le 9 février 1981 à Riga) est un athlète letton, spécialiste du lancer du poids.

## Biographie
Il se classe 3e lors des championnats d'Europe de 2010 après disqualification tardive du premier. Il a été médaillé d'argent lors de l'Universiade d'été de 2007.
Son meilleur résultat est un jet à 21,63 m, réalisé à Belgrade le 19 juin 2010, lors des championnats d'Europe par équipes de 2e division.

### Palmarès
| Date | Compétition           | Lieu      | Résultat | Performance |
| ---- | --------------------- | --------- | -------- | ----------- |
| 2007 | Universiade           | Bangkok   | 2e       | 19,38 m     |
| 2010 | Championnats d'Europe | Barcelone | 3e       | 20,72 m     |

### Records
| Épreuve         | Épreuve      | Performance | Lieu     | Date            |
| --------------- | ------------ | ----------- | -------- | --------------- |
| Lancer du poids | En plein air | 21,63 m     | Belgrade | 19 juin 2010    |
| Lancer du poids | En salle     | 20,43 m     | Tartu    | 30 janvier 2010 |